# Vlag van Međimurje

Vlag van Međimurje (ratio 1:2)

De vlag van Međimurje heeft twee verticale banen van wit en rood met het provinciewapen in het midden.
Međimurje had sinds het begin van de jaren negentig een eigen wapen, dat gelijk was aan het huidige, maar dan met het rode en witte vierkant omgedraaid. In die tijd gebruikte men als vlag een banier van het wapen. In 1994 al werd het huidige wapen aangenomen en nam men ook een nieuwe vlag in gebruik. Deze toonde in de linkerhelft twee rode en twee witte vierkanten volgens het schaakbordpatroon en in de rechterhelft een gele zespuntige ster in een blauw vlak. Deze vlag zou tot 1996 in gebruik blijven. Op 19 september van dat jaar werd de huidige vlag aangenomen.
De streek kwam pas in 1918 bij Kroatië (daarvoor Oostenrijk-Hongarije) en had geen wapen, dat in 1994 een geheel nieuw wapen werd ontworpen. Rood en wit staan voor de blokken uit de vlag van Kroatië, blauw met gele zespuntige ster, omdat de ster vaak in historische wapens uit de streek voorkomt.